# دینار مقدونیه
دینار (جمع آن : دیناری ، مقدونی: денар و денари ، denar و denari , ISO 4217 کد: MKD، شناسه سه رقمی ۸۰۷) ارز جمهوری مقدونیه شمالی است. این یکای پول به ۱۰۰ دنی (به مقدونی:дени، deni) تقسیم می‌شود. واژه دینار از نام یکای پول روم باستان، دناریوس می‌آید. نماد ден، سه حرف اول همین نام است.

## تاریخچه
دینار اولین بار در تاریخ ۲۶ آوریل سال ۱۹۹۲ معرفی و جایگزین نسخه سال ۱۹۹۰ از دینار یوگسلاوی شد. در تاریخ ۵ مه ۱۹۹۳، نرخ ارز اصلاح و ۱ جدید دینار (MKD) برابر با ۱۰۰ دینار قدیم (MKN) اعلام شد.

## سکه‌ها

### نخستین دینار
هیچ سکه‌ای در اولین سری دینار ضرب نشد. 

### دومین دینار
در سال ۱۹۹۳، سکه ۵۰ دیناری (که دیگر ضرب نمی‌شود) به همراه سکه‌های ۱، ۲، ۵ و ۱۰ دیناری ضرب شد.
همچنین در پی تغییر نام کشور از جمهوری مقدونیه به جمهوری مقدونیه شمالی در آوریل ۲۰۲۱ مقرر شد بر روی همه سکه‌ها پسوند شمالی به مقدونیه افزوده شود.

## اسکناس‌ها

### نخستین دینار
اسکناس‌ها در سال ۱۹۹۲ در فرقه ۱۰، ۲۵، ۵۰، ۱۰۰، ۵۰۰، ۱۰۰۰، ۵۰۰۰ و ۱۰۰۰۰ دینار چاپ شدند.
| نگاره | نگاره | بها        | ابعاد      | شرح                               | شرح                                      | تاریخ | تاریخ         | تاریخ          |
| رو | پشت   | بها        | ابعاد      | رو                                | پشت                                      | چاپ   | انتشار        | خروج از گردش   |
| --- | ----- | ---------- | ---------- | --------------------------------- | ---------------------------------------- | ----- | ------------- | -------------- |
| |       | ۱۰ DEN     | ۱۴۳ × ؟ mm | زنان در حال چیدن برگ تنباکو       | یادمان مقدونیوم در کروشفو                | ۱۹۹۲  | ۲۷ آوریل ۱۹۹۲ | ۱۰ مه ۱۹۹۳     |
| |       | ۲۵ DEN     | ۱۴۳ × ؟ mm | زنان در حال چیدن برگ تنباکو       | یادمان مقدونیوم در کروشفو                | ۱۹۹۲  | ۲۷ آوریل ۱۹۹۲ | ۱۰ مه ۱۹۹۳     |
| |       | ۵۰ DEN*    | ۱۴۳ × ؟ mm | زنان در حال چیدن برگ تنباکو       | یادمان مقدونیوم در کروشفو                | ۱۹۹۲  | ۲۷ آوریل ۱۹۹۲ | ۳۱ اوت ۱۹۹۳    |
| |       | ۱۰۰ DEN    | ۱۴۳ × ؟ mm | زنان در حال چیدن برگ تنباکو       | یادمان مقدونیوم در کروشفو                | ۱۹۹۲  | ۲۷ آوریل ۱۹۹۲ | ۳۱ اوت ۱۹۹۳    |
| |       | ۵۰۰ DEN    | ۱۴۳ × ؟ mm | زنان در حال چیدن برگ تنباکو       | یادمان مقدونیوم در کروشفو                | ۱۹۹۲  | ۲۷ آوریل ۱۹۹۲ | ۳۱ اوت ۱۹۹۳    |
| |       | ۱,۰۰۰ DEN  | ۱۴۳ × ؟ mm | زنان در حال چیدن برگ تنباکو       | یادمان مقدونیوم در کروشفو                | ۱۹۹۲  | ۲۷ آوریل ۱۹۹۲ | ۳۰ نوامبر ۱۹۹۳ |
| |       | ۵,۰۰۰ DEN  | ۱۴۳ × ؟ mm | یادمان مقدونیوم در کروشفو         | دختری پشت رایانه                         | ۱۹۹۲  | ۲۷ آوریل ۱۹۹۲ | ۳۰ نوامبر ۱۹۹۳ |
| |       | ۱۰,۰۰۰ DEN | ۱۴۳ × ؟ mm | سراسرنمای کلیسای سنت سوفیا، اهرید | مردانی رقصان و یادمان مقدونیوم در کروشفو | ۱۹۹۲  | ۲۷ آوریل ۱۹۹۲ | ۳۰ نوامبر ۱۹۹۳ |
| These images are to scale at 0.7 pixels per millimetre. For table standards, see the banknote specification table. - پس از ۱۰ مه ۱۹۹۳ این اسکناس‌ها با یک‌صدم ارزش پیشین خود در گردش ماندند. |       |            |            |                                   |                                          |       |               |                |

### دومین دینار
پس از برداشتن ۲ صفر از واحد پول در سال ۱۹۹۳، اسکناس‌های ۱۰، ۲۰، ۵۰، ۱۰۰ و ۵۰۰ دیناری به چاپ رسیدند. در سال ۱۹۹۶ اسکناس‌های ۱۰۰۰ و ۵۰۰۰ دیناری نیز به جمع اسکناس‌های مقدونیه شمالی پیوستند.
| سری ۱۹۹۳ (منتشر شده در اکتبر ۱۹۹۳)      | سری ۱۹۹۳ (منتشر شده در اکتبر ۱۹۹۳) | سری ۱۹۹۳ (منتشر شده در اکتبر ۱۹۹۳) | سری ۱۹۹۳ (منتشر شده در اکتبر ۱۹۹۳) | سری ۱۹۹۳ (منتشر شده در اکتبر ۱۹۹۳)                                                                    | سری ۱۹۹۳ (منتشر شده در اکتبر ۱۹۹۳)                                                                            |  |
| نگاره                                   | نگاره                              | بها                                | رنگ                                | شرح                                                                                                   | شرح |  |
| رو                                      | پشت                                | بها                                | رنگ                                | رو | پشت |  |
| --------------------------------------- | ---------------------------------- | ---------------------------------- | ---------------------------------- | --- | --- |  |
|                                         |                                    | ۱۰ DEN                             | آبی                                | یادمان مقدونیوم در کروشفو                                                                             | سراسرنمای کروشفو                                                                                              |  |
|                                         |                                    | ۲۰ DEN                             | قهوه‌ای و قرمز تیره                 | حمام داوود پاشا در اسکوپیه                                                                            | برج ساعت اسکوپیه                                                                                              |  |
|                                         |                                    | ۵۰ DEN                             | قرمز                               | صومعه سنت پانتلمون در اسکوپیه                                                                         | ساختمان پیشین بانک ملی مقدونیه در اسکوپیه                                                                     |  |
|                                         |                                    | ۱۰۰ DEN                            | قهوه‌ای                             | کلیسای سنت سوفیا در اهرید                                                                             | موزه ملی در اهرید                                                                                             |  |
|                                         |                                    | ۵۰۰ DEN                            | قهوه‌ای و سبز تیره                  | صومعه سنت جوان کانئو در اهرید                                                                         | کاخ ساموئل در اهرید                                                                                           |  |
| سری ۱۹۹۶                                |                                    |                                    |                                    | | |  |
| نگاره                                   | نگاره                              | بها                                | رنگ                                | شرح                                                                                                   | شرح |  |
| رو                                      | پشت                                | بها                                | رنگ                                | رو | پشت |  |
|                                         |                                    | ۱۰ DEN                             | یاسی                               | ایزدبانوی مصری ایزیس (سده ۲ پیش از میلاد)، اهرید، گوشواره طلایی (سده ۴ پیش از میلاد)، بیتولا          | موزاییک پیدا شده در استوبی (سده ۴ یا ۵ میلادی)                                                                |  |
|                                         |                                    | ۵۰ DEN                             | آبی                                | دیوارنگاره کلیسای سنت پانتلمون، سکه فلوس                                                              | آرهانگل گاوریل در کلیسای سنت جورج، کوربینووو                                                                  |  |
|                                         |                                    | ۱۰۰ DEN                            | یاسی و قهوه‌ای                      | حکاکی اسکوپیه توسط جیکوپ هاروین                                                                       | نمای اسکوپیه از خانه‌ای آلبانیایی                                                                              |  |
|                                         |                                    | ۵۰۰ DEN                            | قرمز و قهوه‌ای                      | نقاب طلایی، تربنیشتا، اهرید (سده ۶ پیش از میلاد)                                                      | گل شقایق |  |
|                                         |                                    | ۱,۰۰۰ DEN                          | قهوه‌ای                             | مدونا اپیسکپسیس (سده ۱۴)، نگاره‌ای از کلیسای سنت وراچی، اهرید                                          | نگارخانه گرگوری (سده ۱۴)، کلیسای سنت سوفیا، اهرید                                                             |  |
|                                         |                                    | ۵,۰۰۰ DEN                          | قرمز، قهوه‌ای و سبز                 | فیگور برنزی مایناد (سده ۶ میلادی)، تتوفو                                                              | سگ و درخت، موزاییک، هراکلیا لینکستیس (سده ۵-۶ میلادی)، بیتولا                                                 |  |
| ارتقای سری ۱۹۹۶                         |                                    |                                    |                                    | | |  |
| نگاره                                   | نگاره                              | بها                                | رنگ                                | شرح                                                                                                   | شرح |  |
| رو                                      | پشت                                | بها                                | رنگ                                | رو | پشت |  |
|                                         |                                    | ۵۰۰ DEN                            | قرمز و قهوه‌ای                      | نقاب طلایی، تربنیشتا، اهرید (سده ۶ پیش از میلاد)                                                      | گل شقایق |  |
|                                         |                                    | ۱,۰۰۰ DEN                          | قهوه‌ای                             | مدونا اسپیکپسیس (سده ۱۴)، نگاره‌ای از کلیسای سنت وراچی، اهرید                                          | نگارخانه گرگوری (سده ۱۴)، کلیسای سنت سوفیا، اهرید                                                             |  |
| سری ۲۰۱۴ (منتشر شده در دسامبر ۲۰۱۶)     |                                    |                                    |                                    | | |  |
| نگاره                                   | نگاره                              | بها                                | رنگ                                | شرح                                                                                                   | شرح |  |
| رو                                      | پشت                                | بها                                | رنگ                                | رو | پشت |  |
|                                         |                                    | ۲۰۰ DEN                            |                                    | نازک‌نی سده‌های میانه (پیدا شده در نزدیکی پریلپ)، نقش برجسته زبور عهد عتیق ۴۱ (تراکوتا از وینیکا)       | عنصرهای هنری به کار رفته در نمای مسجد رنگارنگ، تتوفو، کاشی‌های مرمر به همراه گل‌آرایی‌های مسجد اسحاق بیگ، بیتولا |  |
|                                         |                                    | DEN۲,۰۰۰                           |                                    | دست‌ساخته برنز به شکل فنجان طرح شقایق (کشف شده در سووا رکا، گفلیا)، لباس عروس مقدونی پیدا شده در پریلپ | آرایه‌ای درون کاسه‌ای طلاکاری شده (سده ۱۶)، سرچشمه زندگی، طاووس                                                 |  |
| سری بسپار ۲۰۱۸ (منتشر شده در مارس ۲۰۱۸) |                                    |                                    |                                    | | |  |
| نگاره                                   | نگاره                              | بها                                | رنگ                                | شرح                                                                                                   | شرح |  |
| رو                                      | پشت                                | بها                                | رنگ                                | رو | پشت |  |
|                                         |                                    | ۱۰ DEN                             | یاسی                               | ایزدبانوی مصری ایزیس (سده ۲ پیش از میلاد)، اهرید، گوشواره طلایی (سده ۴ پیش از میلاد)، بیتولا          | موزاییک پیدا شده در استوبی (سده ۴ یا ۵ میلادی)                                                                |  |
|                                         |                                    | ۵۰ DEN                             | آبی                                | دیوارنگاره کلیسای سنت پانتلمون، سکه فلوس                                                              | آرهانگل گاوریل در کلیسای سنت جورج، کوربینوو                                                                   |  |

## ارز سوغات
در سال ۲۰۰۲ روستایی در منطقه جنوب غربی مقدونیه که بنا به گفته خود جمهوری مستقل بود، پولی به نام ووچانی (به مقدونی: Vevčani) به عنوان سوغات به چاپ رساند. این پول که به‌طور روشن روی آن برچسب نمونه نوشته شده هرگز قصد آن را نداشته که به عنوان یک ارز رسمی و قانونی مورد استفاده قرار گیرد.

## کشورهای دیگر که دینار یکای پول آن‌ها است
| نام کشور      | یکای پول "دینار"                    |
| ------------- | ----------------------------------- |
| اردن          | دینار اردن                          |
| الجزایر       | دینار الجزایر                       |
| بحرین         | دینار بحرین                         |
| تونس          | دینار تونس                          |
| سودان         | دینار سودان                         |
| صربستان       | دینار صربستان                       |
| عراق          | دینار عراق                          |
| کویت          | دینار کویت                          |
| لیبی          | دینار لیبی                          |
| مقدونیه شمالی | دینار مقدونیه                       |
|               |                                     |
| ایران         | ریال ایران - به صد دینار بخش می‌گردد |